# جهان‌آباد (فیروزآباد)
جهان‌آباد روستایی در دهستان فیروزآباد بخش فیروزآباد شهرستان سلسله استان لرستان ایران است.

## جمعیت
بر پایه سرشماری عمومی نفوس و مسکن در سال ۱۳۹۵ جمعیت این روستا ۴۴ نفر (۱۵خانوار) بوده‌است.